# Monchaux-Soreng
Monchaux-Soreng är en kommun i departementet Seine-Maritime i regionen Normandie i norra Frankrike. Kommunen ligger i kantonen Blangy-sur-Bresle som tillhör arrondissementet Dieppe. År 2022 hade Monchaux-Soreng 613 invånare.

## Befolkningsutveckling
Antalet invånare i kommunen Monchaux-Soreng
| Referens: INSEE |